# إدوارد هيوز (كاهن كاثوليكي)
إدوارد هيوز (بالإنجليزية: Edward Hughes)‏ هو كاهن كاثوليكي أمريكي، ولد في 13 نوفمبر 1920 في لانسداون في الولايات المتحدة، وتوفي في 25 ديسمبر 2012.